# Jaworze (gmina)
Jaworze est une gmina rurale du powiat de Bielsko-Biała, Silésie, dans le sud de la Pologne. Son siège est le village de Jaworze, qui se situe environ 10 km à l'ouest de Bielsko-Biała et 50 km au sud de la capitale régionale Katowice.
La gmina couvre une superficie de 21,32 km2 pour une population de 6 537 habitants.

## Géographie
La gmina est bordée par la ville de Bielsko-Biała et les gminy de Brenna et Jasienica.